# としぞう
としぞう（1995年6月28日 - ）は、日本の男性キックボクサー。サイガジム所属。北海道出身。

## 略歴
中学3年生からキックボクシングを始め、高校、大学ではボクシング部に所属。大学在学中に、北海道札幌市でBARを経営する。大学卒業後、不動産会社に就職する。
2017年、北海道すすきので開催されたボクシング大会に出場する。
2021年、不動産会社を退職。

### BreakingDown出場以降
2022年7月17日に開催された「BreakingDown5」でBreakingDownに初出場。試合前に行われたオーディションでは、「俺とおぐちゃんがやればどっちもバッドエンド」として、元K-1トレーナーの小倉將裕を対戦相手に指名。試合は、判定0-5で敗北。同年8月に開催された「BreakingDown5.5」では、レスリング歴19年の岡迫大誠とMMAルールで対戦し、判定3-0で勝利。
2022年11月開催の「BreakingDown6」のオーディションではジョーブログとの対戦が決定。試合は延長ラウンドでダウンを奪い、判定5-0で勝利。同年12月に開催された「BreakingDown6.5」では冨澤大智と対戦し、判定0-3で敗北。
2023年2月5日に開催された皇治プロデュースの格闘技イベント『NARIAGARI』に出場し、元WPMF日本フライ級王者の矢島直弥と対戦。試合は判定2-0で勝利。同年2月19日開催の「BreakingDown7」では山川そうきと対戦し、パンチの連打からのレフェリーストップでTKO勝利。
2023年5月に開催された「BreakingDown8」では虎之介と対戦し、ダウンを奪われ判定0-4で敗北。同年10月に開催された「BreakingDown9.5」では、極真空手の西島恭平と対戦し、後ろ回し蹴りでダウンを奪われ判定0-3で敗北。
2023年11月開催の「BreakingDown10」のオーディションで行われたバンタム級トーナメント予選に出場し、井原良太郎に敗北してトーナメントへの出場を逃したが、出場予定であった西島恭平が怪我により辞退し、繰り上げ出場となった。トーナメント1回戦ではダンチメン・あつきと対戦し、延長の末判定0-5で敗北。
2024年9月開催の「BreakingDown13」のオーディションでは、「行きずりの女」こと動画編集者のつばきんぐの紹介でオーディションに参加した徳田洋との対戦が決定。つばきんぐから「あんなヒョウ柄に負けねぇから」などと挑発され、「行きずりの女に言われたくねえよ！」などと返し、舌戦となった。試合は2度のダウンを奪いKO勝利。

### RIZIN出場以降
2024年10月7日、RIZINの大会「RIZIN LANDMARK 10 in NAGOYA」に出場することが発表された。11月17日に開催された同大会のオープニングファイトに出場し、JAPAN CUP KICKバンタム級王者のJINと対戦して判定0-3で敗北した。
「BreakingDown15」のオーディションで行われた喧嘩最強決定戦の第3弾に出場した北海道代表の監督をSATORUとともに務め、沖縄代表との対抗戦に4勝1敗で勝利した。
2025年3月に開催された「BreakingDown15」で行われたDEEP対抗戦に出場し、DEEP代表選手の加藤瑠偉と1分3ラウンド57.0kg以下契約で対戦。試合は延長ラウンドの末に判定0-5で敗北した。試合直後に沖縄代表の監督を務めた龍志から絡まれ、口論の末に殴打されたことが騒動となったが、のちに「もらった俺が悪いなと正直思っている」「あいついつかしばくだけだから」などと話した。
2025年6月14日に開催された「RIZIN LANDMARK 11 札幌大会」への出場をBreakingDown側に話を通さず決定させたため、BreakingDownに出入禁止処分となった。

## 戦績

### プロキックボクシング
| キックボクシング 戦績 | キックボクシング 戦績 | キックボクシング 戦績 | キックボクシング 戦績 | キックボクシング 戦績 | キックボクシング 戦績 | キックボクシング 戦績 |
| --------------------- | --------------------- | --------------------- | --------------------- | --------------------- | --------------------- | --------------------- |
| 2 試合                | (T)KO                 | 判定                  | その他                | 引き分け              | 無効試合              |                       |
| 0 勝                  | 0                     | 0                     | 0                     | 0                     | 0                     |                       |
| 2 敗                  | 0                     | 2                     | 0                     | 0                     | 0                     |                       |

| 勝敗 | 対戦相手 | 試合結果       | 大会名            | 開催年月日     |
| ×    | 鵜澤悠也 | 3R終了 判定0-3 | RIZIN LANDMARK 11 | 2025年6月14日  |
| ×    | JIN      | 3R終了 判定0-3 | RIZIN LANDMARK 10 | 2024年11月17日 |

### アマチュアキックボクシング
| キックボクシング 戦績 | キックボクシング 戦績 | キックボクシング 戦績 | キックボクシング 戦績 | キックボクシング 戦績 | キックボクシング 戦績 | キックボクシング 戦績 |
| --------------------- | --------------------- | --------------------- | --------------------- | --------------------- | --------------------- | --------------------- |
| 10 試合               | (T)KO                 | 判定                  | その他                | 引き分け              | 無効試合              |                       |
| 3 勝                  | 2                     | 1                     | 0                     | 0                     | 0                     |                       |
| 7 敗                  | 1                     | 6                     | 0                     | 0                     | 0                     |                       |

| 勝敗 | 対戦相手           | 試合結果                             | 大会名           | 開催年月日     |
| ×    | 竹見浩史郎         | 1R 0:28 TKO（右ストレート）          | BreakingDown16.5 | 2025年8月10日  |
| ×    | 加藤瑠偉           | 1分3R+延長1R終了 判定0-5             | BreakingDown15   | 2025年3月2日   |
| ○    | 徳田洋             | 1R 0:52 TKO（2ダウン：右ストレート） | BreakingDown13   | 2024年9月1日   |
| ×    | ダンチメン・あつき | 1分1R+延長1R終了 判定0-5             | BreakingDown10   | 2023年11月23日 |
| ×    | 西島恭平           | 1分1R終了 判定0-5                    | BreakingDown9.5  | 2023年10月8日  |
| ×    | 虎之介             | 1分1R終了 判定0-4                    | BreakingDown8    | 2023年5月21日  |
| ○    | 山川そうき         | 1R TKO                               | BreakingDown7    | 2023年2月19日  |
| ×    | 冨澤大智           | 1分1R終了 判定0-3                    | BreakingDown6.5  | 2022年12月4日  |
| ○    | ジョーブログ       | 1分1R+延長1R終了 判定5-0             | BreakingDown6    | 2022年11月3日  |
| ×    | 小倉將裕           | 1分1R終了 判定                       | BreakingDown5    | 2022年7月17日  |

### アマチュア総合格闘技
| 勝敗 | 対戦相手 | 試合結果          | 大会名          | 開催年月日    |
| ○    | 岡迫大誠 | 1分1R終了 判定5-0 | BreakingDown5.5 | 2022年8月16日 |